# Serguéi Paramónov
Serguéi Volodímirovich Paramónov –en ruso, Сергей Владимирович Парамонов– (Beloretsk, URSS, 16 de septiembre de 1945) es un deportista soviético que compitió en esgrima, especialista en la modalidad de espada.
Participó en los Juegos Olímpicos de Múnich 1972, obteniendo una medalla de bronce en la prueba por equipos. Ganó cuatro medallas en el Campeonato Mundial de Esgrima entre los años 1969 y 1973.

## Palmarés internacional
| Juegos Olímpicos   | Juegos Olímpicos    | Juegos Olímpicos  | Juegos Olímpicos   |
| Año                | Lugar               | Medalla           | Prueba             |
| ------------------ | ------------------- | ----------------- | ------------------ |
| 1972               | Múnich (RFA)        | Medalla de bronce | Espada por equipos |
| Campeonato Mundial |                     |                   |                    |
| Año                | Lugar               | Medalla           | Prueba             |
| 1969               | La Habana (Cuba)    | Medalla de oro    | Espada por equipos |
| 1970               | Ankara (Turquía)    | Medalla de plata  | Espada individual  |
| 1971               | Viena (Austria)     | Medalla de plata  | Espada por equipos |
| 1973               | Gotemburgo (Suecia) | Medalla de bronce | Espada por equipos |